# Veszélyes vizeken
A Veszélyes vizeken (eredeti cím: The River Wild) 1994-ben bemutatott amerikai kaland-thriller, melyet Curtis Hanson rendezett. A főszerepben Meryl Streep, Kevin Bacon, David Strathairn, John C. Reilly, Benjamin Bratt és Joseph Mazzello látható.
A filmet 1994. szeptember 30-án mutatták be.
A rafting szakértő Gail egy fegyveres gyilkos párral száll szembe, miközben egy látványosan veszélyes folyón eveznek át.

## Történet
Egy bostoni házaspár, Gail (Meryl Streep) és Tom Hartman (David Strathairn) házassági problémákkal küszködik, leginkább azért, mert az építészmérnök Tom túl sok időt tölt munkával. A történelemtanár és egykori folyami túravezető Gail a fiukat, Roarke-ot (Joseph Mazzello) egy vadvízi evező túrára viszi az idahói Salmon Riverre, kutyájukkal, Maggie-vel együtt. Lányuk, Willa (Stephanie Sawyer) Gail szüleinél marad Idahóban. A Bostonban maradt Tom az utolsó pillanatban váratlanul csatlakozik hozzájuk. Induláskor találkoznak három másik raftingossal, Wade-del (Kevin Bacon), Terryvel (John C. Reilly) és Frankkel (William Lucking), akik barátságosnak tűnnek.
Hartmanék egy napközbeni szünetben utolérik a triót, és észreveszik, hogy Frank már nincs Wade-del és Terryvel. A férfiak elmagyarázzák, hogy Frank egy veszekedés során különvált tőlük. Sajnos Frank volt a vezetőjük, Wade-nek és Terrynek pedig nincs semmilyen rafting-tapasztalata. Gail ezért felajánlja, hogy végigvezeti őket a folyó hátralévő szakaszán. Mielőtt visszaszállnának a vízre, Maggie elkóborol, és kíváncsi lesz valamire a kanyon távolabbi részén. Tom utoléri, mielőtt a kutya találhatna valamit, és visszatérnek a csónakhoz.
A napi evezés után éjszakára tábort vernek a közelben, de Tom tovább dolgozik építészeti projektjén, csalódást okozva Roarke-nak, aki úgy érzi, elhanyagolják. Csatlakozik hozzájuk Wade és Terry, hogy megünnepeljék Roarke születésnapját aznap este. Miután Wade gyanúsan kezd viselkedni, Gail egyetért Tommal, hogy el kell tőlük válniuk. A terv azonban felborul, amikor a férfiak Roarke-kal együtt elmennek a csónakkal. Wade, Roarke előtt dicsekedve elárulja, hogy fegyverük van. Egy pihenő során Gail és Tom megpróbálnak Roarke-kal lelépni, mielőtt Wade és Terry észre vennék őket. A kísérlet kudarcba fullad, Wade fegyvert ránt Tomra. Miközben dulakodnak, Maggie elszalad a bokrok közé. Gail ekkor rájön, hogy Wade és Terry követték el a nemrég bejelentett rablást, és megölték Franket.
Hartmanékat fegyverrel kényszerítik a folyón történő haladásra, mielőtt éjszakára tábort vernének. Az éjszaka folyamán Tom sikertelenül próbálja meg elvenni a fegyvert Terrytől. Tom a folyóba szalad, nyomában Wade-del, de a fiúnak sikerül elszöknie. Wade hazudik, és azt mondja Gailnek és Roarke-nak, hogy Tom meghalt. Másnap összefutnak Johnnyval (Benjamin Bratt), aki tudja, hogy Gail le akar menni a katlanon, ekkor figyelmezteti, hogy ne próbálja meg, mert veszélyes. Wade lelövi Johnnyt, és a holttestét a zuhatagba dobja.
Senki sem tud róla, hogy Tom, aki megtalálja Maggie-t, gyalog vágtat a kanyon peremén, hogy megelőzze a csónakot. A csoport egy gyötrelmes utazás után átjut a katlanon. Tom újra felbukkan, és felborítja a csónakot. Miközben Tom Terryvel küzd, Gailnek sikerül megszereznie a fegyvert. Agyonlövi Wade-t, míg Tom felülkerekedik Terryn. A film azzal ér véget, hogy Hartmanékat és a letartóztatott Terryt helikopterrel viszik el.

## Szereplők
| Szerep         | Színész           | Magyar hang    |
| -------------- | ----------------- | -------------- |
| Gail Hartman   | Meryl Streep      | Kovács Nóra    |
| Tom Hartman    | David Strathairn  | Dörner György  |
| Roarke Hartman | Joseph Mazzello   | Molnár Levente |
| Wade           | Kevin Bacon       | Schnell Ádám   |
| Terry          | John C. Reilly    | Zalán János    |
| Johnny, erdőőr | Benjamin Bratt    | Csankó Zoltán  |
| Gail anyja     | Elizabeth Hoffman | Kassai Ilona   |
| Frank          | William Lucking   | Hankó Attila   |
| Erdőőr         | Diane Delano      | Némedi Mari    |
| Erdőőr         | Thomas F. Duffy   | Rudas István   |

## Megjelenés

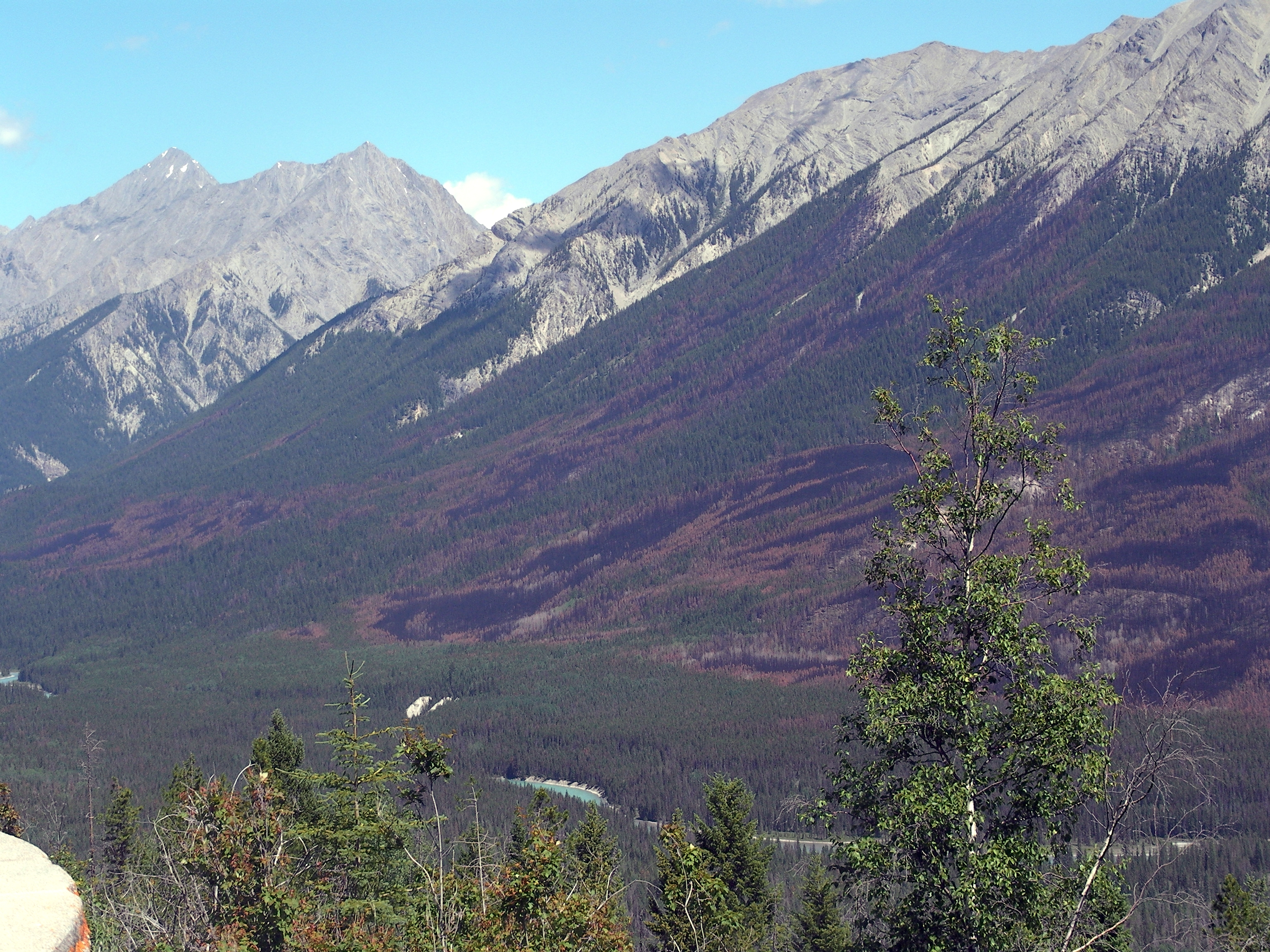
A filmben használt Kootenai folyó völgye

A filmet eredetileg nyárra tervezték, de a Universal úgy döntött, hogy az Amerikai Egyesült Államokban 1994. szeptember 30-ra csúsztatja a bemutatót. A film világszerte összesen 94 216 343 dolláros bevételt ért el, ebből 46 816 343 dollárt az Egyesült Államokban és Kanadában, 47 400 000 dollárt pedig nemzetközileg.

## Fordítás
- Ez a szócikk részben vagy egészben  a   The River Wild című angol Wikipédia-szócikk fordításán alapul.  Az eredeti cikk szerkesztőit annak laptörténete sorolja fel. Ez a jelzés csupán a megfogalmazás eredetét és a szerzői jogokat jelzi, nem szolgál a cikkben szereplő információk forrásmegjelöléseként.